# Peršamajskaja (metropolitana di Minsk)
La stazione Peršamajskaja (Першамайская; in russo Первомайская?, Pervomajskaja) è una stazione della metropolitana di Minsk, posta sulla linea Aŭtazavodskaja.